# Westerode (Duderstadt)
Westerode is een dorp in de Duitse gemeente Duderstadt in de deelstaat Nedersaksen. In 1973 werd het dorp bij Duderstadt gevoegd.
Westerode wordt voor het eerst vermeld in een oorkonde uit 1196. 
Het dorp was een van de Raadsdorpen van Duderstadt en kende van de 15e tot in de 19e eeuw veel ellende door oorlogsgeweld, ziekten en andere rampen. Ook moesten veel boeren in het dorp tienden aan de stad (in natura, te weten in hout, kiezelstenen en hooi, dat de dorpelingen zelf in de stad moesten brengen) afdragen, en hand-en-spandiensten verrichten, zodat dezen (ondanks een uit bier bestaande compensatie) de facto horigen van het stadsbestuur waren. Aan deze misstanden kwam in de 19e eeuw een einde.  Van 1885-1974 was er een niet onbelangrijke steenfabriek in het dorp. Tot 1955 werd in Westerode veel tabak verbouwd, totdat een schimmelziekte voorgoed een eind maakte aan deze teelt.
De katholieke dorpskerk , gewijd aan Johannes de Doper, dateert uit 1900. Het gebouw verving een eerder bouwwerk uit 1714. Daarnaast heeft het dorp een evangelisch-lutherse kapel uit 1901. Op een heuvel in de nabijheid is een monumentaal kruis opgericht.